# Patinação de velocidade nos Jogos Pan-Americanos de 2011 - 10000 m eliminação + pontos masculino
A competição dos 10000 metros eliminação + pontos masculino foi um dos eventos da patinação de velocidade sobre rodas nos Jogos Pan-Americanos de 2011. Foi disputada por doze patinadores no Patinódromo Pan-Americano em 27 de outubro.

## Calendário
Horário local (UTC-6).
| Data          | Horário | Fase  |
| ------------- | ------- | ----- |
| 27 de outubro | 19:45   | Final |

## Medalhistas
| Ouro   | ECU Jorge Bolaños      |
| Prata  | ARG Ezequiel Capellano |
| Bronze | CHI Jorge Reyes        |

## Resultados
| Pos.              | Patinador          | País               | Total |
| ----------------- | ------------------ | ------------------ | ----- |
| Medalha de ouro   | Jorge Bolaños      | ECU Equador        | 22    |
| Medalha de prata  | Ezequiel Capellano | ARG Argentina      | 19    |
| Medalha de bronze | Jorge Reyes        | CHI Chile          | 10    |
| 4                 | Daniel Álvares     | VEN Venezuela      | 4     |
|                   | Tony García        | CUB Cuba           |       |
|                   | Mike Páez          | MEX México         | EL    |
|                   | Jake Powers        | USA Estados Unidos | EL    |
|                   | Jorge Cifuentes    | COL Colômbia       | EL    |
|                   | Javier Sepúlveda   | PUR Porto Rico     | DNF   |
|                   | Odir Miranda       | ESA El Salvador    | DNF   |
|                   | Marco Tzul         | GUA Guatemala      | DNF   |
|                   | Travis Shaw        | CAN Canadá         | DNF   |